# Тис
Тис (лат. Táxus) — род растений семейства Тисовые (Taxaceae). Виды рода — медленнорастущие деревья или кустарники высотой от 1 до 20 м (обычно не более 10 м). Диаметр ствола может достигать 1,5 м. Древесину тисов на протяжении многих веков использовали для изготовления луков и копий.

## Наименование
Происхождение русского названия растения неясно. Возможно, название слав. «тисъ» (лат. táxus) происходит от корня *tog, обозначающего на кельтском и германских языках «объёмный», «толстый».
В некоторых источниках используется также написание «тисс» с двумя буквами «с» на конце слова.

## Виды
По данным The Plant List на 2013 год, род Тис состоит из девяти видов:
- Taxus baccata L. (1753) typus[1] — Тис ягодный, или Тис европейский
- Taxus brevifolia Nutt. (1849) — Тис коротколистный, или Тис тихоокеанский
- Taxus canadensis Marshall (1785) — Тис канадский
- Taxus cuspidata Siebold & Zucc. (1846) — Тис остроконечный, или Тис дальневосточный
- Taxus floridana Nutt. ex Chapm. (1860) — Тис флоридский
- Taxus fuana Nan Li & R.R.Mill
- Taxus globosa Schltdl. (1838) — Тис шаровидный, или Тис мексиканский
- Taxus sumatrana  ((Miq.) de Laub. — Тис суматранский
- Taxus wallichiana Zucc. (1843) — Тис Валлиха

### Естественные гибриды
- Taxus ×hunnewelliana Rehder (1925) [= Taxus canadensis × Taxus cuspidata]
- Taxus ×media Rehder (1906) — Тис средний [= Taxus baccata × Taxus cuspidata]

## Морозостойкость
Зоны морозостойкости большинства видов и сортов: от 6b и 5b до более тёплых.